# Villa Aurelia (Asunción)
Villa Aurelia es un barrio de la ciudad de Asunción, capital de la República del Paraguay.

## Características
Existe un pronunciado declive hacia las avenidas que dividen al barrio Villa Aurelia en zona alta y zona baja. En la zona baja están ubicados los canales de desagüe fluvial que desembocan en el arroyo Madame Lynch, el cual atraviesa el terreno en forma diagonal. El uso del suelo en el interior de barrio es habitacional y en las zonas de las Avdas. Eusebio Ayala y Madame Lynch, comercial e industrial.

## Límites
El barrio Villa Aurelia tiene como limitantes las Avdas. Eusebio Ayala, Mcal. López, Madame Lynch y la calle R.I. 18 Pitiantuta.
- Al norte limita con el barrio Herrera.
- Al sur limita con el barrio San Pablo.
- Al este limita con la ciudad de Fernando de la Mora.
- Al oeste limita con el barrio Los Laureles.

## Superficie
El barrio Villa Aurelia tiene 2,16 km².

## Vías y Medios de Comunicación
Las principales vías de comunicación del barrio Villa Aurelia son la Avdas. Eusebio Ayala, Mcal. López, Madame Lynch, y Dr. Guido Boggiani, totalmente asfaltadas. Las calles internas están totalmente empedradas.
Operan nueve canales de televisión abiertos y varias empresas que emiten señales por cable. Se conectan con veinte emisoras de radio que transmiten en frecuencias AM y FM. Cuenta con los servicios telefónicos de Copaco y los de telefonía celular, además cuenta con varios otros medios de comunicación y a todos los lugares llegan los diarios capitalinos.

## Transporte
Son varios medios de transporte que circulan por las avenidas principales del barrio Villa Aurelia entre ellas son la línea 22 (Fernando de la Mora - Sajonia), la línea 3-2 (Lambaré - Hospital del IPS), la línea 15 (San Antonio - Tacumbú), la línea 51 (Lambaré - Luque), línea 13 (Republicano - San Blas), línea 17 (Luque - Santa Ana), línea 32 (Guarambaré - Hospital del IPS), y la línea 36 (Villa Aurelia - Trinidad).

## Geografía
El barrio Villa Aurelia está situado en la ciudad de Asunción, capital del Paraguay, en el Departamento Central de la Región Oriental, dentro de la bahía del Río Paraguay, ciudad cosmopolita, donde confluyen personas de distintas regiones del país y extranjeros que la habitan, ya arraigados en ella.

## Clima
Presenta vientos predominantes del norte y sur, con clima subtropical. La temperatura media es de 28 °C en el verano y 17 °C en el invierno. El promedio anual de precipitaciones es de 1700 mm.

## Población
La población total del barrio Villa Aurelia es de 10.120 habitantes aproximadamente, lo que representa una densidad de 4.650 hab/km². La población masculina alcanza un 49% de la población total, y la femenina un 51%.

## Demografía
Existen un total de 2.205 viviendas aproximadamente con un promedio de 4.8 habitantes en cada vivienda.
El porcentaje de cobertura de servicios es el siguiente:
- El 97 % de las viviendas poseen energía eléctrica.
- El 65 % de las viviendas poseen agua corriente.
- El 90 % de las viviendas poseen el servicio de recolección de basura.
- El 40 % de las viviendas poseen red telefónica.

Villa Aurelia no cuenta con ningún centro asistencial. Existen algunos consultorios médicos privados (odontológicos, ginecológicos, pediátricos).
En el ámbito educativo posee dos colegios públicos, un colegio privado, jardines infantiles e institutos de dactilografía y secretariado ejecutivo.
[cita requerida]

## Instituciones y Organizaciones existentes
Comisiones vecinales 
Existen cinco comisiones vecinales
- Crispín Jara
- Unión Vecinal para el Progreso
- Amanecer
- Mariscal Estigarribia
- Subcomisión Santa Elena

Sus objetivos son: la desafectación de los predios que ocupan, la adquisición de un predio para espacio verde, recreativo y el mejoramiento integral del barrio.
Otras
- Pro – Oratorio Santa Elena

## Instituciones No Gubernamentales

### Iglesias
- Parroquia Santa Elena
- Centro Cristiano Saron

### Entidades Sociales
- Club Nueva Estrella Club Nueva Estrella.
- Centro Deportivo Jóvenes Unidos
- Centro Juvenil de Villa Aurelia

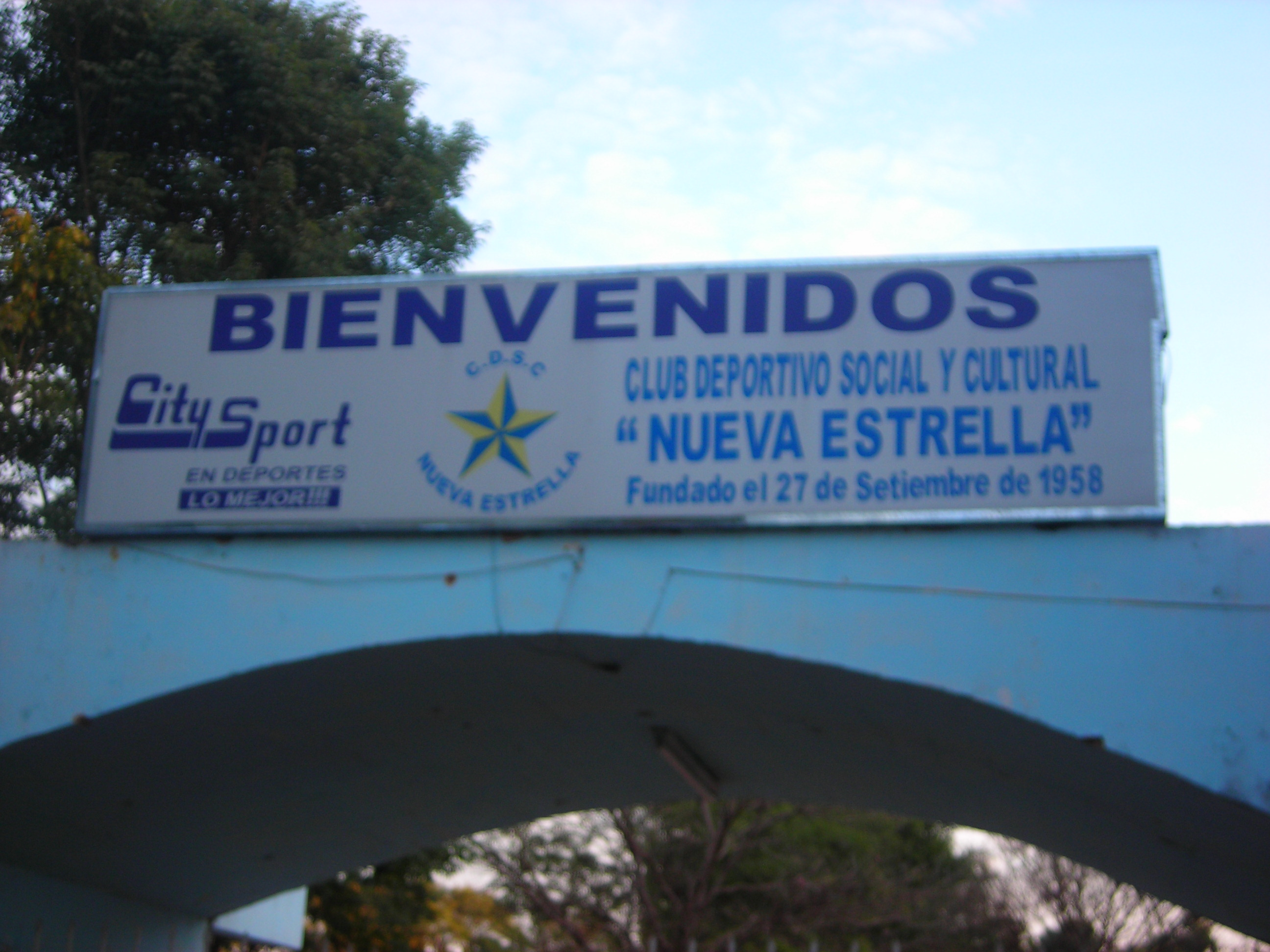
Club Nueva Estrella.

- Touring y Automóvil Club Paraguayo

### Educativa
- Colegio del Sol
- Escuela Santa Elena

### Servicios y Centros comerciales
- Vox (Copaco)
- Shopping Multiplaza

## Instituciones Gubernamentales
Educativas
- Colegio Nacional Roberto L. Pettit
- Colegio Mcal. Francisco Solano López (Actualmente Extinto)
- Instituto de Enseñanza Villa Aurelia

- 'Estatales
- Centro de Abastecimiento de la Administración Nacional de Electricidad (A.N.D.E)

Municipal
- Palacete Municipal
- Plaza
- Santa Elena